# جامعة وارث الأنبياء
جامعة وارث الأنبياء جامعة أهلية تقع في محافظة كربلاء في مركزها مدينة كربلاء في جمهورية العراق. وهيَ تتبع إلى العتبة الحسينية المقدسة. تأسست الجامعة عام 2017 ميلادية.

## الكليات
تضم الجامعة ست كليات:
- كلية العلوم:[3]
  - تكنولوجيا المعلومات
  - الفيزياء الطبية
- كلية الهندسة:[4]
  - قسم الطب الحياتي
  - قسم الهندسة المدنية
  - قسم التبريد والتكييف
- كلية الإدارة والاقتصاد[5]
  - قسم المحاسبة
  - قسم إدارة الأعمال
- كلية القانون[6]
- كلية التمريض[7]
- كلية الطب